# The Art of the Saxophone
Albums de Bennie Wallace
Brilliant Corners
(1986) Bordertown
(1987)
The Art of the Saxophone est un album de jazz de Bennie Wallace enregistré en 1987 à New York et paru sur le label japonais Denon.

## Contexte
La discographie de Bennie Wallace débute par une série de sept albums enregistrés pour le label allemand Enja puis deux sur le label américain Blue Note. Durant cette période Wallace collabore à plusieurs reprises avec le guitariste John Scofield, le contrebassiste Eddie Gomez et le batteur Dannie Richmond présents sur The Art of the Saxophone, le deuxième album à paraître sur le label Denon après son album hommage à Monk, Brilliant Corners avec le pianiste Yosuke Yamashita.
Sur The Art of the Saxophone, la section rythmique est formée par Scofield, Gomez et Richmond à laquelle Wallace ajoute quatre saxophonistes différents en tant que musiciens invités. Cet « ambitieux projet » est mené avec habileté par Bennie Wallace qui s'adapte à ses différents partenaires avec du swing, du blues et parfois jusqu'au free jazz. En plus du standard de jazz You Go to My Head, Wallace propose six compositions personnelles et deux autres morceaux de Duke Ellington, Prelude to a Kiss et All Too Soon.

## Enregistrement

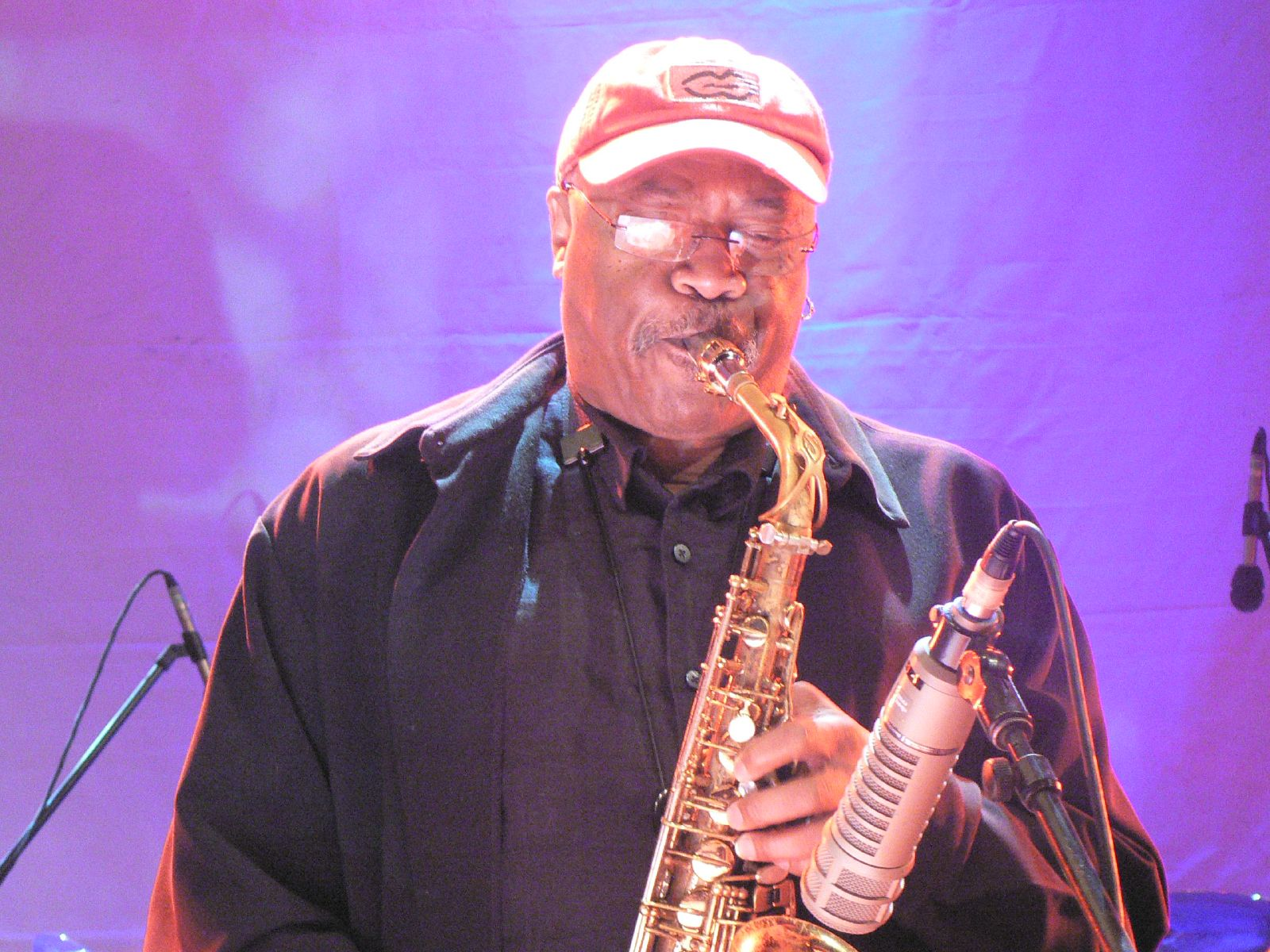
Oliver Lake.

Les enregistrements ont lieu le 7 et 8 février 1987 au Skyline Studios à New York.
Bennie Wallace sélectionne pour cette séance d'enregistrement quatre saxophonistes aux styles différents, les ténors Harold Ashby, Jerry Bergonzi, Lew Tabackin et le saxophoniste alto Oliver Lake. Il explique la raison de ce choix pour les différents musiciens en déclarant pour Ashby, « j'ai choisi Harold Ashby, parce que j'ai toujours admiré son jeu dans l'orchestre de Duke Ellington. J'aime le son et le style des ballades d'Harold. Il est très proche de Ben Webster, je pense qu'il est un grand musicien ».
En ce qui concerne Oliver Lake, Wallace a joué avec lui dix ans plus tôt au sein d'un groupe. Il mentionne à son propos, 
« je l'ai par la suite entendu jouer sans accompagnement à plusieurs reprises et j'ai toujours pensé qu'il avait une qualité de jeu très spéciale ». Lew Tabackin est un vieil ami et ils ressentent beaucoup de plaisir à se retrouver pour jouer ensemble. Pour Jerry Bergonzi il dit « je l'ai choisi parce qu'il parvient à combiner la chaleur et la personnalité d'un jeu influencé par Coltrane sans jamais entrer dans l'imitation ; comme aurait pu le jouer Coltrane ».
| Musicien        | Instrument      | Titre   |  | Équipe technique                 |                       |
| --------------- | --------------- | ------- |  | -------------------------------- | --------------------- |
| Bennie Wallace  | saxophone ténor | 1-9     |  | Christine Martin, Bennie Wallace | producteurs           |
| Harold Ashby    | saxophone ténor | 8       |  |                                  |                       |
| Jerry Bergonzi  | saxophone ténor | 1, 5, 7 |  |                                  |                       |
| Lew Tabackin    | saxophone ténor | 2       |  |                                  |                       |
| Oliver Lake     | saxophone alto  | 3, 6, 9 |  | James Farber                     | ingénieur             |
| John Scofield   | guitare         | 1-9     |  | Shigeru Uchiyama                 | photographie          |
| Eddie Gomez     | contrebasse     | 1-9     |  | Bill Milkowski                   | liner notes d'origine |
| Dannie Richmond | batterie        | 1-9     |  | Shigeru Uchiyama                 | photographie          |

## Titres

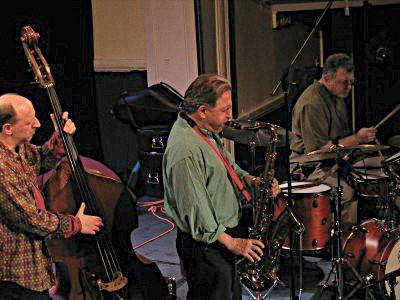
Jerry Bergonzi au saxophone.

L'album débute par une composition de Wallace sur laquelle participe Jerry Bergonzi ; le morceau bebop Edith Head est un hommage à la célèbre créatrice de costumes éponyme du réalisateur Alfred Hitchcock. Le guitariste Scofield joue sur ce titre un solo. Bergonzi et Wallace jouent à nouveau ensemble sur le morceau Chester Leaps In, difficile à interpréter avec des changements fréquents de  temps que Wallace dédie à son professeur Chet Hedgecroth, dans l'orchestre de son lycée. Wallace mentionne à son propos qu'« il est vraiment la raison pour laquelle moi et beaucoup d'autres musiciens étudiants étions là ». Bergonzi interprète également Thangs avec une composition de Wallace dans lequel Gomez a un solo.
Monroe County Moon est un blues lent, le titre fait référence à la région où est située la ferme familiale de Bennie Wallace. Le saxophoniste avait enregistré ce morceau en 1982 sur l'album Tango Big Jim paru sur le label Enja et avec la participation du musicien Dave Holland et du batteur Elvin Jones. Ce morceau révèle un blues expressif qui convient bien aux deux musiciens Harold Ashby et John Scofield. Rhythm Head met à nouveau en lumière l'alto  d'Oliver Lake, le morceau tend à rappeler un rubato d'Ornette Coleman - une inspiration du titre Peace de l'album The Shape of Jazz to Come en 1960.

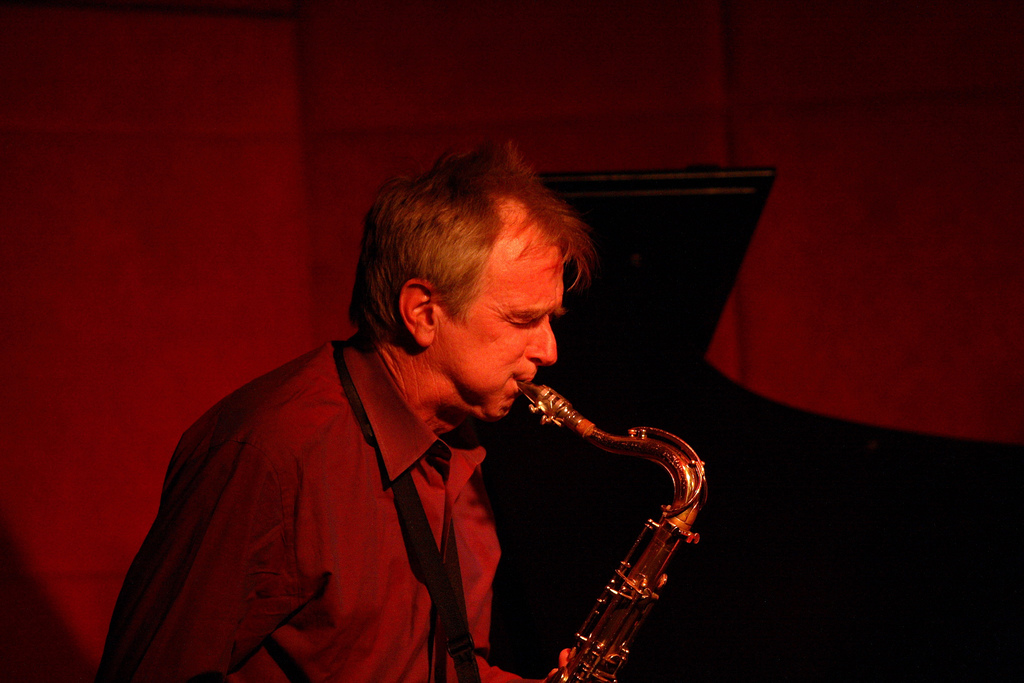
Bennie Wallace.

Le morceau You Go to My Head est une ballade swing, l'un des points forts de l'album avec le jeu du contrebassiste Eddie Gomez et du saxophoniste Lew Tabackin. Alors que le morceau progresse, apparaît soudain la section rythmique, Wallace et Scofield jouent un duo émouvant sur cette mélodie puis le groupe rejoue, Wallace et Tabackin mènent avec un jeu du chat et de la souris musical, sur lequel s'achève le morceau.
All Too Soon est une composition de Duke Ellington interprétée ici en un duo par Bennie Wallace et Lew Tabackin sans accompagnement, « une pure improvisation sur un thème ». La deuxième composition  d'Ellington est Prelude to a Kiss une ballade pleine d'émotions réinventée par le jeu d'Harold Ashby.
Le dernier titre est une composition de Wallace, Prince Charles. Le morceau est dominé par un jeu plus agressif du guitariste John Scofield et des deux saxophonistes Bennie Wallace et Oliver Lake. La raison : « nous nous sommes entraînés sur le morceau de la façon dont nous voulions l'enregistrer, alors il y a eu cinq prises. Maintenant nous regardons de l'avant et jouons tous les soirs pour voir comment il évolue ».
| N° | Titre              | Compositeur                                 | Durée |
| -- | ------------------ | ------------------------------------------- | ----- |
| 1. | Edith Head         | Bennie Wallace                              | 7:07  |
| 2. | You Go to My Head  | Haven Gillespie, John Frederick Coots       | 6:56  |
| 3. | Rhythm Head        | Bennie Wallace                              | 6:39  |
| 4. | Monroe County Moon | Bennie Wallace                              | 6:25  |
| 5. | Thangs             | Bennie Wallace                              | 7:07  |
| 6. | All Too Soon       | Duke Ellington, Irving Gordon, Irving Mills | 4:10  |
| 7. | Chester Leaps In   | Bennie Wallace                              | 6:56  |
| 8. | Prelude to a Kiss  | Duke Ellington, Irving Gordon, Irving Mills | 7:45  |
| 9. | Prince Charles     | Bennie Wallace                              | 7:32  |

## Réception
Les auteurs Richard Cook et Brian Morton, ont attribué trois étoiles sur quatre à l'album dans la deuxième édition de leur Penguin Guide to Jazz, ainsi que pour l'album Brilliant Corners qu'ils qualifient de deux albums exceptionnels et insuffisamment connus. Cook et Morton mentionnent en particulier la qualité du duo formé par Wallace et Tabackin sur le morceau All Too Soon, l'excellente interprétation d'Ashby sur Prelude to a Kiss, ainsi que la capacité de Wallace et Scofield à intégrer les différents musiciens sur l'ensemble de cet enregistrement. De plus, le guide musical AllMusic offre quatre étoiles sur cinq et l'auteur Scott Yanow commente l'album en écrivant notamment « que c'est un projet ambitieux qui fonctionne assez bien ».